# Al Bangura
Alhassan Bangura (Freetown, Sierra Leona, 24 de enero de 1988) es un exfutbolista sierraleonés. Juagaba de centrocampista y pasó su carrera en clubes de Inglaterra, Turquía y Azerbaiyán. Fue internacional absoluto por Sierra Leona en 2008.
Anunció su retiro al término de la temporada 2016-17.

## Clubes
| Club                   | País       | Año       |
| ---------------------- | ---------- | --------- |
| Watford                | Inglaterra | 2005-2009 |
| Brighton & Hove Albion | Inglaterra | 2008-2009 |
| Blackpool              | Inglaterra | 2009-2010 |
| Mersin İdmanyurdu      | Turquía    | 2010-2011 |
| Gabala                 | Azerbaiyán | 2011      |
| Forest Green Rovers    | Inglaterra | 2011-2014 |
| Coventry City          | Inglaterra | 2014-2015 |
| St Albans City         | Inglaterra | 2015-2016 |
| Nuneaton Town          | Inglaterra | 2016-2017 |